# Narodowosocjalistyczna Japońska Partia Robotnicza

Flaga partii

Narodowosocjalistyczna Japońska Partia Robotnicza (jap. 国家社会主義日本労働者党 Kokka Shakaishugi Nippon Rōdōsha-Tō; skrót NSJAP) – radykalna, neonazistowska partia polityczna w Japonii. Gloryfikuje sojusz między Cesarstwem Wielkiej Japonii a III Rzeszą.

## Lider
Na czele partii stoi Kazunari Yamada, skrajny prawicowiec i rewizjonista Holokaustu, który prowadzi stronę internetową i blog wychwalający Adolfa Hitlera i ataki z 11 września.
Yamada wywołał kontrowersje, gdy na jednej ze stron internetowych znaleziono jego zdjęcia, na których pozuje z Sanae Takaichi (ministrą spraw wewnętrznych w rządzie Shinzō Abego) i pełniącą funkcję przewodniczącej Rady ds. Badań nad Polityką LDP Tomomi Inada. Obie z nich zaprzeczyły jakoby podzielały poglądy NSJAP.

## Ideologia
Partia opowiada się za jednym z założeń nacjonalizmu — państwem korporacyjnym, które powraca do szogunatu. Jest antysemicka i wierzy w międzynarodowy żydowski spisek mający na celu wykorzystanie masonerii do kontrolowania Japonii. Partia kieruje się zasadą turanizmu, która wzywa do jedności z innymi grupami „turańskiego” lub ałtajskiego pochodzenia rasowego, takimi jak Koreańczycy, Mongołowie, Turcy, Azjaci z Azji Środkowej, Rosjanie, Węgrzy, a nawet Finowie i Estończycy. Wyrażali również poparcie dla innych krajów azjatyckich przeciwko Chińskiej Republice Ludowej i uważają, że ich geopolityczne plany wyzwolenia Azji Wschodniej opierają się na sojuszu między Japonią a Mandżurią, Tybetem, Ujgurem, Tajwanem i Mongolią.
Oprócz zaprzeczania Holokaustowi partia uznała masakrę w Nanking za „kłamstwo” i zakwestionowała autentyczność książki Iris Chang „The Rape of Nanking”.

## Historia
W latach 90. partia prowadziła kampanię na rzecz wydalenia z Japonii osób przedłużających wizę. NSJWP prowadzi kampanię przeciwko żydowskim wpływom na świat i japońskie sprawy wewnętrzne. Partia opowiada się za zniesieniem monarchii i przywróceniem szogunatu, ponieważ uważa, że po II wojnie światowej japońska rodzina cesarska stała się podporządkowana międzynarodowemu żydostwu, a szogunat jest odpowiednikiem japońskiego Führera. NSJWP prowadzi również kampanię przeciwko uchodźcom ekonomicznym, mieszaniu ras i masonerii. Partia prowadzi także kampanię przeciwko temu, co nazywa „korporacjonistyczną autarkią”.
NSJWP jest partią turanistyczną, antykapitalistyczną, antykomunistyczną i antysyjonistyczną o silnych antykoreańskich, antychińskich, antyrosyjskich i antyamerykańskich nastrojach.